# マリオ・ダニエル・ヴェガ
マリオ・ダニエル・ヴェガ（Mario Daniel Vega 、1984年6月3日 - ）は、アルゼンチン出身の元プロサッカー選手。現役時代のポジションはGK。

## クラブ経歴
2013年9月2日、アノルトシス・ファマグスタに加入。
2016年9月、マイアミFCに移籍。
2018年8月、タンパベイ・ローディーズに移籍。
2019年1月18日、サンノゼ・アースクエイクスに移籍。

## タイトル

### クラブ
ヌエバ・チカゴ
- プリメーラB・ナシオナル: 2006

リーベル・プレート
- プリメーラ・ディビシオン: 2008 クラウスーラ
- プリメーラB・ナシオナル: 2012